# Dana Kyndrová
Dana Kyndrová (* 4. dubna 1955, Praha) je dokumentární fotografka se zaměřením na humanistickou fotografii. Je držitelkou ocenění Osobnost české fotografie 2008.

## Život
Část svého dětství prožila s prarodiči ve středočeské obci Lázně Toušeň. Její otec byl volejbalový trenér, matka redaktorka časopisu Československá fotografie a nadšená amatérská fotografka. Společně však začali žít od chvíle, kdy jí bylo devět let a kdy odjela s otcem a matkou do Alžírska.
Zájem o fotografii se v ní probudil v 18 letech. Její první známý soubor vznikl v polovině 70. let 20. století během otcova pobytu v africkém Togu. Navštěvovala „školičku“ Jána Šmoka, nakonec se však na FAMU nehlásila, ale rozhodla se pro studium jazyků na Filozofické fakultě Univerzity Karlovy. Až do roku 1992 učila francouzštinu a ruštinu na ČVUT a AMU. Do Ruska jezdila pravidelně od 70. let na kursy ruštiny a přitom fotografovala běžný život Rusů. V Československu během normalizace fotografovala např. komunistické manifestace.
Roku 1993 dostala nabídku zúčastnit se společného projektu s fotografy V. Birgusem, J. Štreitem a V. Kolářem ve Švýcarsku, na který kanton Bern poskytl půlroční grant. Po návratu se stala fotografkou a kurátorkou na volné noze. Vedle fotografování se živí i jako průvodkyně. Doprovází turisty především do severní a západní Afriky a na Kamčatku.
Na počátku 90. let vytvořila svůj nejznámější projekt – dokument o odchodu sovětských vojsk z Československa. Fotografovala imigranty, téma Žena, Podkarpatskou Rus, účastnila se mezinárodních projektů srovnávajících život na obou stranách bývalé železné opony. V roce 2006 získala grant Prahy a v jeho rámci dokumentovala pražské bezdomovce.
Bývala aktivní členkou Asociace profesionálních fotografů, dlouhodobě působila i ve vedení Pražského domu fotografie. Má za sebou kolem 80 autorských výstav a je významnou kurátorkou výstav černobílého humanistického dokumentu. Uspořádala např. retrospektivu díla Miloně Novotného, sestavila výstavu Jan Palach zachycující událostí kolem jeho smrti a pohřbu či expozici 1945 Osvobození … 1968 Okupace.
Má syna Viktora.

### Ocenění
- 1995 - 1999 celkem sedm ocenění v soutěži Czech Press Photo
- 1998 Hlavní cena v národním kole Fujifilm Euro Press Photo Awards
- 2008 Osobnost české fotografie[3]

## Dílo

### Projekty
Své projekty zpracovává výhradně černobíle. Výjimku udělala v projektu Odchod Sovětských vojsk, kde považovala za nutné zachytit agitační výzdobu kasáren v agresivní rudé a žluté barvě.
- Cílem projektu Žena (1970 - 1990) je postihnout život ženy v jeho rozmanitosti, počínaje zrozením a smrtí konče. Celý projekt je rozdělen do sedmi oddílů - dospívání, mateřství a rodina, zábava, práce, erotika, víra a stáří.[6]

- Fotografie souboru Per Musicam Aequo (1997 - 1998) vznikly na Konzervatoři a ladičské škole Jana Deyla v Praze, ve Škole Jaroslava Ježka pro nevidomé a zrakově postižené v Praze, na Tmavomodrém festivalu v Brně a na Mezinárodní soutěži nevidomých a slabozrakých hudebních interpretů v Mariánských Lázních. Mají zrakově postižené podporovat.[7]

- V cyklu Odchod Sovětských vojsk (1990 - 1991) dokumentovala ukončení pobytu sovětských vojsk na území Československa. Zaměřila se na postihnutí atmosféry v sovětských kasárnách, kde se pro ni vizuálně koncentrovala předzvěst rozpadu sovětského impéria.| „                                                    | Kyndrová shromáždila značné množství fotografií a srovnáním zdánlivě protichůdných okamžiků z let 1945 a 1968 veřejnosti předložila pohled na pobyt sovětských vojsk v širším historickém kontextu. | “ |
| — porota Asociace profesionálních fotografů ČR, 2008 | |   |

- V cyklu Bez domova se zaměřila na organizace, které pomáhají lidem bez domova, jako je Armáda spásy nebo charitativní spolek Naděje.

### Autorské výstavy (výběr)
- 1992 Dana Kyndrová: Rusové, Galerie 4 - Galerie fotografie, Cheb
- 1992 Dana Kyndrová: Poutní místa, Malá galerie České spořitelny, Kladno
- 1993 Dana Kyndrová: Odchod sovětských vojsk z Československa 1990-91, Malá galerie České spořitelny, Kladno
- 1994 Dana Kyndrová, Dům umění města Brna
- 1995 Dana Kyndrová: Podkarpatská rus, Maďarské kulturní a informační středisko, Praha
- 1995 Dana Kyndrová: Rusíni na Podkarpatskej Rusi / Zakarpatskej Ukrajine, Múzeum moderného umenia rodiny Warholovcov, Medzilaborce
- 1995 Dana Kyndrová: Tschechische frauen, Galerie A, Stuttgart
- 1999 Dana Kyndrová, Embassy of the Czech Republic, Washington D.C.
- 2001 Dana Kyndrová: Estonská svatá hora, Galerie pravoslavného katedrálního chrámu Sv. Cyrila a Metoděje, Praha
- 2003 Dana Kyndrová: Žena / Woman, mezi vdechnutím a vydechnutím, Staroměstská radnice, Praha
- 2005 Dana Kyndrová: Rusové, Malá galerie České spořitelny, Kladno
- 2006 Dana Kyndrová: Fotografka, Galerie výtvarného umění v Chebu
- 2007/2008 Dana Kyndrová: Grant Prahy / Grant of the City Prague: Bez domova / Without a home, Komorní galerie Domu fotografie Josefa Sudka, Praha
- 2009 Dana Kyndrová: Listopad 1989, Kostnice
- 2009/2010 Dana Kyndrová: Listopad 1989, Tschechisches Zentrum Berlin (České centrum Berlín), Berlín
- 2009 Dana Kyndrová: Listopad 1989, Czeskie Centrum Warszaw (České centrum Varšava), Varšava
- 2011 Dana Kyndrová: Rituály normalizace, Československo 70.–80. let, Staroměstská radnice, Praha
- 2012 Dana Kyndrová: Rusové, Fotografická galerie Fiducia, Ostrava
- 2013 Dana Kyndrová, Líba Taylor: MATKY, Galerie Artinbox, Praha
- 2015 Dana Kyndrová: Rusové… jejich ikony a touhy, Staroměstská radnice Praha
- 2016 Dana Kyndrová: S nimi a bez nich…, Leica Gallery, Praha, 24. 6. - 4. 9. 2016 [9]
- 2024 Dana Kyndrová: Devadesátky, Leica Gallery Prague, 13. 6. - 15. 9. 2024[10]

### Skupinové výstavy
- 2021 Odchod 1991, spolu s Jindřichem Štreitem, Praha 6, Dejvická ulice, 1. červen - 31. červenec 2021.[11]

### Kurátorka
- 1998/1999 Portrét, Národní technické muzeum, Praha
- 2008 1945 Osvobození / Liberation. 1968 Okupace / Occupation, Mánes, Praha
- 2014 Jan Palach, Staroměstská radnice, Praha
- 2014 Česká osudová data, putovní výstava, Česká centra, 2015 Velvyslanectví České republiky v Budapešti
- 2014 Miloň Novotný: Londýn 60. let, Leica Gallery[12]

### Fotografické publikace
- Kyndrová Dana, Nepolepšitelná víra v lepší budoucnost (text Ludvík Vaculík), [134] s., Edice Fokus; sv. 2, Prostor, Praha 1998, ISBN 80-85190-68-0
- Kyndrová Dana, Per musicam aequo, Nadace Per musicam aequo, 1998
- Kyndrová Dana, Žena / Woman, Mezi vdechnutím a vydechnutím / between inhaling and exhaling (text Jaroslav Boček), Kant Praha 2002, ISBN 80-86217-25-6
- Kyndrová Dana, Odchod sovětských vojsk 1990 – 1991 (text P. Halík, M. Kocáb a J. Pecka), KANT Praha 2003, ISBN 8086217647[13]
- Kyndrová Dana, Podkarpatská Rus (text Agáta Pilátová), KANT Praha 2007, ISBN 978-80-86970-37-0[14]
- Kyndrová Dana, Kyndrová Libuše, Algerie-Togo, KANT Praha 2009, ISBN 9788086970950[15]
- Kyndrová Dana, Rituály normalizace: Československo 70.-80. let / The rituals of normalization: Czechoslovakia in the 1970s and 1980s, KANT Praha 2011, ISBN 978-80-7437-044-1[16]
- Kyndrová Dana, Rusové / Russians, Jejich ikony a touhy / Their Icons and Desires (text Jefim Fištejn), KANT Praha 2015, ISBN 978-80-7437-164-6[17][18]

### Editorka
- Miloň Novotný: Fotografie, Kyndrová Dana (ed.), 144 s., Nakladatelství KANT (Karel Kerlický), Praha, ISBN 80-86217-34-5